# Léon Walras
Marie-Esprit-Léon Walras (16. prosince 1834, Évreux, Normandie – 5. ledna 1910, Montreux, Švýcarsko) byl francouzský matematický ekonom, profesor švýcarské Univerzity v Lausanne, zakladatel lausannské (matematické) školy.

## Biografie
Walras byl zaměřením makroekonom, považován za otce matematického modelování, využíval soustavy mnoha rovnic, které zachycovaly vztahy v ekonomice. Hledal podmínky nastolení tržní rovnováhy. Jako první vytvořil model všeobecné ekonomické rovnováhy za předpokladů fixních parametrů, neomezeného podnikání a dokonalé konkurence. Nehledal podstatu ceny, ale bral cenu jako činitele rovnováhy. Podle něj je rovnováha odvozena z chování spotřebitele.
Toto pojetí je kritizováno kvůli své statičnosti a nereálným předpokladům.
Podle Josepha Schumpetera byl největším ekonomem všech dob.

## Dílo
- Éléments d'économie politique pure (Zásady čisté politické ekonomie, 1874)